# 普世聖公宗
普世聖公宗的誕生是英國和爱尔兰的聖公會在世界各地传教的成果，所以這教會也可以稱為聖公會（英語：Anglican Church）。從歷史的角度來說，普世聖公宗的發展有兩個階段。
1. 十七世紀時聖公會開始在北美、澳洲、紐西蘭和南非等地創立教會。
2. 從十八世紀起，由一批聖公宗傳教士在亞洲、非洲及拉丁美洲建立聖公教會。

聖公宗是世界大家庭，共有一亿一千萬教友，分佈在42個成员教会，是第三大基督信仰宗派。而38個成员教会共有160個國家和地區的聖公會教友；他們說不同語言，來自不同種族和文化。
而在很多書籍上都認為聖公會是新教的分支，主要是因為同為宗教改革的產物。
普世聖公宗不像天主教会，並无上级对下级的神圣管理的教宗主義（papalism，貶義詞）和天主教会圣统制，而是「各成员教會之間共融（communion）成一个教会」，所以所有聖公宗內的教會都在教会制度「均一（uniformity）」的前提下自治，地位无上下之分，英格蘭教會也不充當總會的角色，因此體現出「自治共融」（Autonomy-in-Communion）原則。
每個地區的聖公宗教省都是独立自主的，但他們通過與普世聖公宗的精神领袖——英國坎特伯里大主教的共融，建立成一个教会，稱普世聖公宗。普世聖公宗自1867年開始平均每十年舉行一次全球聖公宗會議，名叫蘭柏會議。自1978年開始，改在肯特大學坎特伯里校園舉行，以方便主教們起居和祈禱。

## 普世聖公宗教省
在实行主教制和与坎特伯里大主教共融等等普世聖公宗的基本原则的前提下，所有普世聖公宗42個成员教会每一個都是自治的，都擁有对本成员教会内部事务的管辖权，其他成员教会无权干涉。這些成员教会以地域为划分形成，可以採取一个国家或者地区形成一个成员教會的形式（如加拿大、烏干達、或日本），或按几个國家或地区形成一个成员教會的形式（如西印度群島、中非、或東南亞），构成成员教会。成员教会以地域为划分的依据，按大洲分類：

### 普通教省

#### 歐洲
- 英格蘭教會（The Church of England）
- 愛爾蘭教會（The Church of Ireland）
- 蘇格蘭聖公會（The Scottish Episcopal Church）
- 威爾士教會（The Church in Wales）

#### 美洲
- 巴西聖公會（Igreja Episcopal Anglicana do Brasil）
- 加拿大聖公會（The Anglican Church of Canada）
- 中美洲聖公會（Iglesia Anglicana de la Región Central de América）
- 墨西哥聖公會（La Iglesia Anglicana de México）
- 南美聖公會（Iglesia Anglicana del Cono Sur de América）
- 美國聖公會（The Episcopal Church in the USA）（2016—2018，由於同性婚姻的立場，被宣佈與普世聖公宗決裂）
- 西印度群島聖公宗教省（The Church in the Province of the West Indies）

#### 非洲
- 聖公宗亞歷山卓教省（Episcopal/Anglican Province of Alexandria）
- 布隆迪聖公會（The Anglican Church of Burundi）
- 中非洲聖公宗教省（The Church of the Province of Central Africa）
- 剛果聖公宗教省（Province de L'Église Anglicane du Congo）
- 印度洋群島聖公宗教省（The Church of the Province of the Indian Ocean）
- 肯雅聖公會（The Anglican Church of Kenya）
- 莫三比克暨安哥拉聖公宗教省（Igreja Anglicana de Mocambique e Angola）

普世聖公宗的「普世聖公宗旗」標誌

- 奈及利亞聖公會（The Church of Nigeria (Anglican Communion)）
- 盧安達聖公會（L'Église Episcopal au Rwanda）
- 南非洲聖公宗教省（The Church of the Province of Southern Africa）
- 蘇丹聖公會（The Episcopal Church of the Sudan）
- 坦尚尼亞聖公會（The Anglican Church of Tanzania）
- 烏干達聖公宗教省（The Church of the Province of Uganda）
- 西非聖公宗教省（The Church of the Province of West Africa）

#### 亞洲
- 中華聖公會（The Chung Hua Sheng Kung Hui，雖然原中華聖公會於1962年假英格蘭與香港的聖公會聖堂舉行了教省50周年紀念，但當時中華聖公會卻已是一個名存實亡的組織。因此不是今天普世圣公宗教會之一）
- 香港聖公會（Hong Kong Sheng Kung Hui）
- 台灣聖公會（Episcopal Diocese of Taiwan，雖然有實際上的自治，但形式上屬於美國聖公會下屬，因此不是41個普世圣公宗教會之一）
- 日本聖公會（日本聖公会，Nippon Sei Ko Kai）
- 耶路撒冷暨中東聖公會（The Episcopal Church in Jerusalem & The Middle East）
- 大韓聖公會（대한 성공회，The Anglican Church of Korea）
- 聖公會緬甸教省（The Church of the Province of Myanmar/Burma）
- 菲律賓聖公會（The Episcopal Church in the Philippines）
- 聖公會東南亞教省（Church of the Province of South East Asia）

#### 大洋洲
- 奧特亞羅瓦、新西蘭及波利尼西亞聖公會（The Anglican Church in Aotearoa, New Zealand & Polynesia）
- 澳洲聖公會（The Anglican Church of Australia）
- 美拉尼西亞聖公宗教省（The Church of the Province of Melanesia）
- 巴布亞紐幾內亞聖公會（The Anglican Church of Papua New Guinea）

### 聯合教會
在南亞地區，聖公宗會與其他相近宗派組成聯合教會。而這些教會都是普世聖公宗的教省之一。這個四個聯合教會特別的地方，是他們也可算作「與普世聖公宗完全共融教會」，因為聯合教會中有不少其他教派的信徒和普世聖公宗共同崇拜，公用聖堂和聖品人等等。
- 孟加拉聯合教會（The Church of Bangladesh）
- 北印度聯合教會（The (United) Church of North India）
- 巴基斯坦聯合教會（The (United) Church of Pakistan）
- 南印度聯合教會（The (United) Church of South India）

### 非教省地區
另外，有一些聖公宗教會，由於其特殊地位，因此不屬於任何教省，五個教會直轄於坎特伯里大主教（Extra-Provincial to the Archbishop of Canterbury）的都主教牧權下。
- 百慕達聖公會（The Anglican Church of Bermuda，直轄於坎特伯里大主教）
- 古巴聖公會（Iglesia Episcopal de Cuba，都主教議會之下）
- 福克蘭群島牧區（The Parish of the Falkland Islands，直轄於坎特伯里大主教）
- 路西塔尼亞教區（The Lusitanian Church，直轄於坎特伯里大主教）
- 西班牙歸正聖公會（The Reformed Episcopal Church of Spain，直轄於坎特伯里大主教）
- 錫蘭（斯里蘭卡）聖公會（The Church of Ceylon，直轄於坎特伯里大主教）

## 與聖公宗完全共融的教會

世界地圖顯示普世聖公宗教省（藍色）。同時已顯示與聖公會完全共融的教會：鮑渥共融Porvoo Communion的歐洲信義教會（綠），以及烏得勒支協進會的舊公教會（紅色）。

一些教會雖然禮儀和信念有所不同，不過這些教會和普世聖公宗教會達成相互完全理解，並互不指責對方為異端，並在某些方面互相合作，如公用教堂，神職人員等等，稱為教會之間的完全共融（Full communion）。
和聖公宗完全共融的教會，除了上述四個在南亞的聯合教會外，還有
- 舊公教會（Old Catholic Church）
- 聖多馬教會（Mar Thoma Syrian Church of India）